# Schnellläufer (Schausteller)
Schnellläufer waren im 19. Jahrhundert eine Art fahrende Schausteller, die ihre Kunst gegen Gaben vorführten oder als Briefboten lange Strecken eilends und zu Fuß zurücklegten.

## Historische Beispiele
Ein in Europa namhafter Vertreter war der Norweger Mensen Ernst, der ab 1820 in allen größeren Städten auf dem europäischen Kontinent als Schauläufer auftrat. Der Gartenkünstler Fürst Pückler engagierte Ernst 1841 für Kurierläufe zwischen seinem Schloss Branitz (bei Cottbus) und Berlin, und als Ernst aus seinen Diensten schied, verbreitete er die Anekdote, er habe ihn entsandt, damit er die Quellen des Nils erlaufe. Ob Mensen Ernst das tatsächlich gelungen ist, bleibt ungeklärt. Seine Lebensspur verliert sich jedenfalls. Manche Texte berichten, englische Touristen hätten seinen Leichnam gefunden und in der Sahara südlich von Assuan bestattet. Andere Quellen vermuten, Mensen Ernst sei identisch mit dem „Mann mit den Flügeln am Fuß“, von dem afrikanische Märchen erzählen.
Im Jahre 1824 erregte der Tagelöhner Peter Bajus mit sehr schnellen Laufleistungen im Rhein-Main-Gebiet viel Aufsehen. Am 15. Februar 1824 lief er vor zahlreichen Zuschauern von Frankfurt nach Hanau und zurück. Seine 10.000 Meter Zwischenzeiten werden nachträglich auf 31:45 min geschätzt, womit er der schnellste Läufer seiner Zeit gewesen sein dürfte. Daraufhin erhielt er von Großherzog Ludwig I. die Offerte, sich in Darmstadt als Hofläufer zu verdingen. Bajus zögerte nicht anzunehmen und seinen Lebensunterhalt damit für die nächsten Jahrzehnte auf eine sichere Grundlage zu stellen.
Die erfolgreichen Schauläufe von Peter Bajus riefen sogleich weitere Akteure auf den Plan. Am 19. Februar 1824 startete Johann Valentin Görich aus Langen (Hessen) zu einem Wettlauf von Offenbach nach Sprendlingen. Zehn Tage später führte Samuel Hartwig aus Offenbach auf der Strecke zwischen Bornheim und Bonames seinen ersten Lauf durch. Während Peter Bajus Hofläufer wurde und nicht mehr auftrat, gingen seine Nachfolger auf Tournee und brachten den Schnelllauf bis nach Italien und Russland.